# 百葉窗

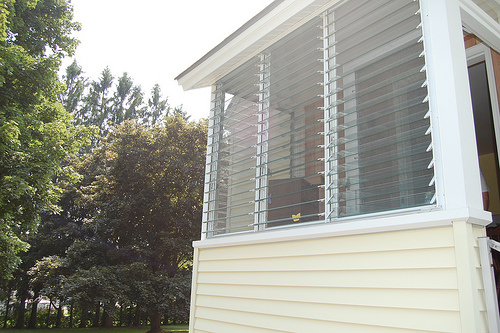
玻璃百頁窗

百頁窗是窗的一種，採用數片條形材料平行排列組成。
"百頁"意思取自書本合上後,在側面看"頁"的形象 。

## 功用
主要能夠調節空氣流通的程度。

## 用法
調節窗頁，使角度產生變化，來抵擋光線、控制空氣流通。

## 型態、變化
窗頁可依排列方向，製成垂直排列形式的窗頁。
- 百頁落地窗：是一種以百頁窗型式製成的落地窗。

## 材質
常見有玻璃、塑膠、木、金屬等材質。